# Drimia undata
Drimia undata är en sparrisväxtart som beskrevs av William Thomas Stearn. Drimia undata ingår i släktet Drimia och familjen sparrisväxter. Inga underarter finns listade i Catalogue of Life.

## Bildgalleri

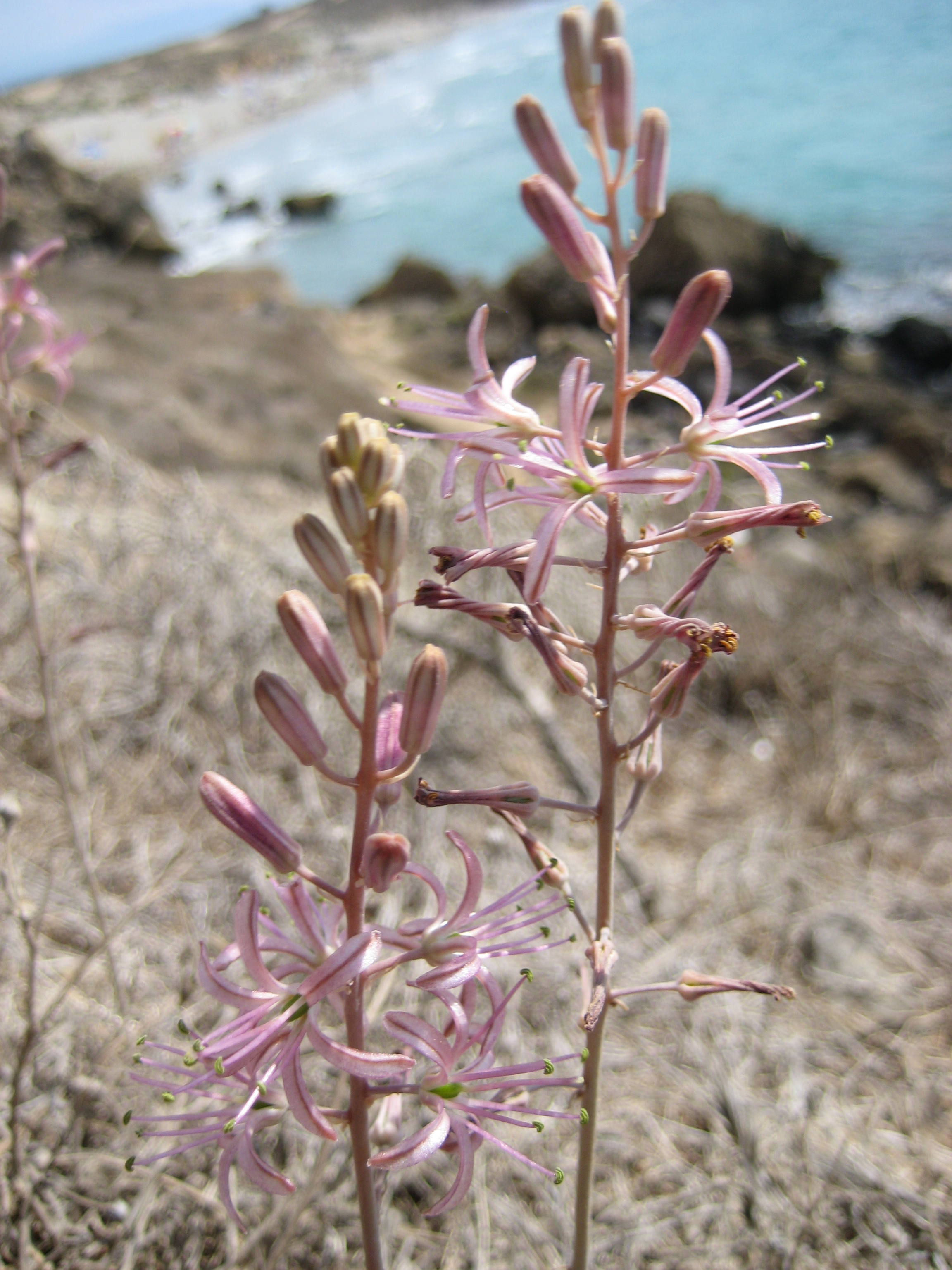
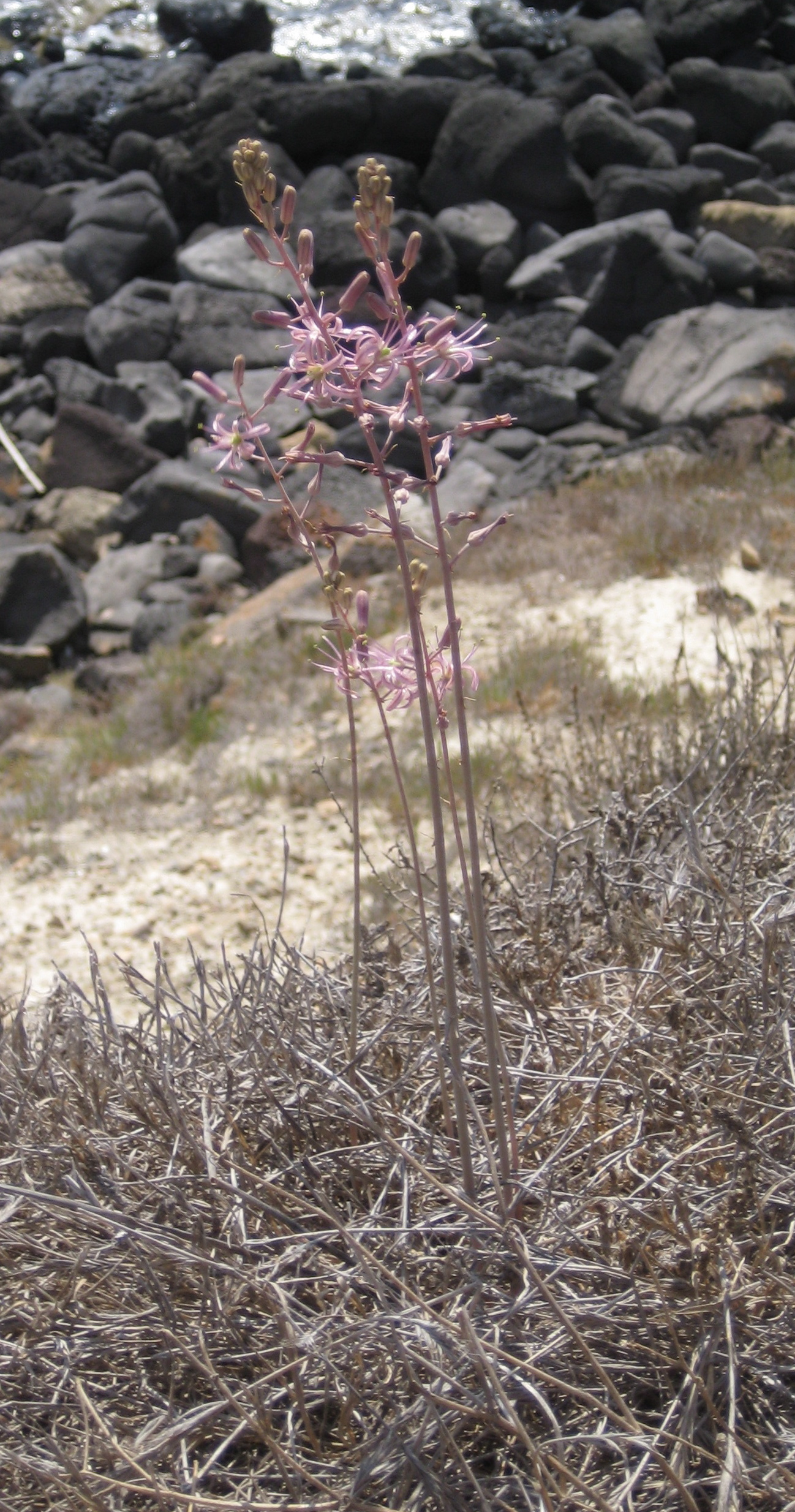